# Around the Sun
Around the Sun es el decimotercer álbum de R.E.M. lanzado en el 2004, un año después del recopilatorio definitivo de la banda In Time. Around the Sun recibió críticas moderadamente favorables, y a pesar de llegar al número 1 en el Reino Unido, se convirtió en el primer álbum de estudio del grupo en no alcanzar el Top 10 de los Estados Unidos (llegando al 13) desde Green en 1988, y aún está esperando el status de álbum de oro. Su primer sencillo, "Leaving New York", se estrenó a nivel mundial el 17 de agosto de 2004.
De muchas formas, Around the Sun continúa la tendencia de R.E.M. de negarse a ser etiquetados en un solo estilo o género, y muchos encuentran el resultado una pieza placentera y relajada, que logra mantener el sello de la banda; sus peculiaridades y temas sutiles. Éste es el primer álbum de R.E.M. en tener una canción epónima (de hecho no tienen ni un álbum epónimo, pero si uno titulado "Eponymous"). Michael Stipe lo definió como ecléctico.
El primer sencillo, "Leaving New York" llegó al top 5 en el Reino Unido, como los sencillos adicionales "Aftermath", "Electron Blue" y "Wanderlust" llegando a altos lugares en las tablas británicas. Around the Sun no ha tenido ningún éxito con sus singles en los Estados Unidos. Es su primer álbum sin una canción en el Hot 100 estadounidense desde Fables of the Reconstruction en 1985.
"The Outsiders" presenta una aparición como invitado del rapero Q-Tip, que evoca una aparición similar de KRS-One en "Radio Song" de su álbum de 1991, Out of Time". En presentaciones en vivo, Michael Stipe hace la parte del rap, así como en el lado-b lanzado posteriormente de la canción.
Final Straw, considerada una de las mejores canciones de Around the Sun, es una pista cargada de contenido político, parecida en cierta medida al tono de "World Leader Pretend" de Green. La versión en el álbum es una regrabación de "Final Straw", disponible para descarga gratuita en el 2003 directamente desde el sitio web de la banda. Es una canción compuesta en oposición a las acciones del gobierno estadounidense durante la guerra de Irak en el 2003.
En el 2005, Warner Bros. Records lanzó una edición expandida de dos discos de Around the Sun, que inncluye un CD, un disco de DVD-Audio con una mezcla de 5,1 canales surround sound (mezclado por Eliot Scheiner), y el libro original del CD con notas expandidas.
"High speed train" evoca magistralmente el sonido de un ferrocarril, mientras "Aftermath" es la segunda parte de su anterior canción "The lifting", de "Reveal".

## Lista de canciones
Todas las canciones por Peter Buck, Mike Mills y Michael Stipe.
| N.º   | Título                        | Duración |  |
| 1.    | «Leaving New York»            | 4:49     |  |
| 2.    | «Electron Blue»               | 4:12     |  |
| 3.    | «The Outsiders (feat. Q-Tip)» | 4:14     |  |
| 4.    | «Make It All Okay»            | 3:44     |  |
| 5.    | «Final Straw»                 | 4:07     |  |
| 6.    | «I Wanted to Be Wrong»        | 4:35     |  |
| 7.    | «Wanderlust»                  | 3:03     |  |
| 8.    | «Boy in the Well»             | 5:22     |  |
| 9.    | «Aftermath»                   | 3:55     |  |
| 10.   | «High Speed Train»            | 5:02     |  |
| 11.   | «The Worst Joke Ever»         | 3:38     |  |
| 12.   | «The Ascent of Man»           | 4:07     |  |
| 13.   | «Around the Sun»              | 4:28     |  |
| 55:16 |                               |          |  |